# Eugenio Coter
Eugenio Coter (Gazzaniga, 11 de julho de 1957 (67 anos)) é um missionário católico italiano e atual Vigário Apostólico de Pando.
Eugenio cursou Filosofia e Teologia no Seminário de Bérgamo e foi ordenado sacerdote em 20 de junho de 1981, através do bispo Giulio Oggioni, em Bérgamo. Foi vigário paroquial em Grassobbio (1981-1985) e em Gandino (1985-1991). Depois de um curso de formação no Centro Unitario Missionario de Verona, mudou-se para a Bolívia em 1991 e trabalhou como missionário Fidei donum na Arquidiocese de Cochabamba. Foi vigário paroquial em Sacaba (1992-1994) e em Villa Tunari (1994-1995) e pároco de Condebamba (1995-2000). De 2000 a 2012 foi delegado episcopal para a Pastoral Social Caritas Boliviana e também membro do conselho pastoral diocesano de 2009 a 2011. Em 2012 tornou-se diretor espiritual do Seminário Maior Arquidiocesano São Luís de Cochabamba.
Papa Bento XVI nomeou-o Vigário Apostólico de Pando e Bispo Titular de Thibiuca em 2 de fevereiro de 2013. O Vigário Emérito de Pando, Luis Morgan Casey, o consagrou em 24 de abril do mesmo ano na Catedral de Riberalta, em Pando. Os co-consagradores foram o Cardeal Julio Terrazas Sandoval CSsR, Arcebispo de Santa Cruz de la Sierra, e Tito Solari Capellari, Arcebispo de Cochabamba.
Foi presidente da Caritas Bolívia, designado em novembro de 2015. Dom Eugenio foi apontado em 8 de março de 2018 pelo Papa Francisco para tomar parte do Conselho Presinodal do Sínodo dos Bispos para a Região Pan-Amazônica. Em 2020, fez parte da fundação da Conferência Eclesial da Amazônia, sendo eleito bispo representante das Conferências Episcopais do território amazônico.
Desde 9 de julho de 2022, ele também é Administrador Apostólico do Vicariato Apostólico de Reyes, vago com o falecimento de Dom Waldo Barrionuevo Ramírez.
Em junho de 2024, Monsenhor Coter foi designado pelos bispos da Bolívia para liderar a iniciativa de digitalização e modernização das dioceses bolivianas.